# Aphilopota euodia
Aphilopota euodia är en fjärilsart som beskrevs av Louis Beethoven Prout 1939. Aphilopota euodia ingår i släktet Aphilopota och familjen mätare. Inga underarter finns listade i Catalogue of Life.